# Morris Bradshaw
Morris Bradshaw (Highland, 29 de outubro de 1952 – 3 de janeiro de 2025) foi um jogador profissional de futebol americano estadunidense.

## Carreira
Morris Bradshaw foi campeão da temporada de 1980 da National Football League jogando pelo Oakland Raiders.

## Morte
Bradshaw morreu no dia 3 de janeiro de 2025, aos 72 anos.